# Клостер Весра
Клостер Весра (њем. Kloster Veßra) општина је у њемачкој савезној држави Тирингија. Једно је од 43 општинска средишта округа Хилдбургхаузен. Према процјени из 2010. у општини је живјело 343 становника. Посједује регионалну шифру (AGS) 16069025.

## Географски и демографски подаци
Клостер Весра се налази у савезној држави Тирингија у округу Хилдбургхаузен. Општина се налази на надморској висини од 340 метара. Површина општине износи 19,8 km². У самом мјесту је, према процјени из 2010. године, живјело 343 становника. Просјечна густина становништва износи 17 становника/km².